# Mongolie sous la dynastie Yuan
1271–1368
Entités précédentes :
- Empire mongol

Entités suivantes :
- dynastie Yuan du Nord

La Mongolie sous la dynastie Yuan est la période durant laquelle la dynastie Yuan, fondée par le Khagan Kubilai Khan, règne sur la steppe mongole, soit la Mongolie-Intérieure et la Mongolie-Extérieure ainsi qu'une partie de la Sibérie du sud. Ce règne dure environ un siècle, de 1271 à 1368. Le plateau mongol est la terre natale des Mongols de la dynastie Yuan et jouit donc d'un statut particulier; bien que la capitale de la dynastie ait été déplacée de Karakorum à Cambaluc au début du règne de Kubilai Khan et que la Mongolie soit devenue une province au début du XIVe siècle.

## Histoire

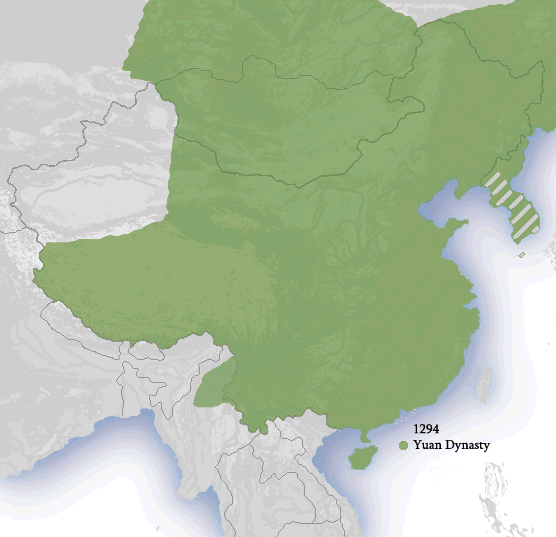
Carte des territoires de la dynastie Yuan vers l'an 1294. La Corée de la dynastie Goryeo, vassale des Yuan, est en hachuré.

Les Mongols sont originaires de la steppe mongole. Divisés en plusieurs tribus et peuples, les Mongols sont unifiés au début du XIIIe siècle par un chef de clan nommé Temüjin. Ce dernier fonde un nouvel état, l'Empire mongol, dont Karakorum devient la capitale. En 1206, un Qurultay (assemblée plénière de la noblesse mongole), lui décerne le titre de Tchingis Khagan (« Souverain océanique », c'est-à-dire « Souverain universel »), ou Gengis Khan. Pendant le règne de Temüjin et de ses successeurs, l'empire Mongol s'étend considérablement. En 1260 éclate la guerre civile toluid, une guerre de succession entre deux descendants de Temüjin pour déterminer qui sera le nouveau Khagan, c'est-à-dire l'empereur de l'empire mongol. Lorsque ce conflit éclate, la Mongolie est contrôlée par Ariq Boqa, un des deux prétendant au trône. Finalement, c'est Kubilai Khan, le frère et rival d'Ariq, qui sort vainqueur de ce conflit et devient le nouveau Khagan. Après sa victoire, Kubilai fonde la dynastie Yuan en 1271. La capitale de la nouvelle dynastie est la ville de Cambaluc, en Chine, bien que la Mongolie soit contrôlée par les Yuan. La Chine du Nord et la Mongolie sont réunies administrativement au sein de la région centrale (腹裏), qui est directement gouvernée par le Zhongshu Sheng, une administration Yuan, depuis Cambaluc. Bien que Karakorum ne soit plus la capitale de l'empire et que la Mongolie ait perdu une partie de son importance en tant que patrie des Mongols, elle a encore une forte influence politique et militaire sur les autres parties de l'empire. Il y a beaucoup de princes mongols qui vivent toujours dans la steppe mongole, et dont l'influence s'étend jusqu'à la capitale du Yuan. En fait, afin de maintenir ses revendications en tant que Khagan, Kubilai Khan fait des efforts considérables pour contrôler la Mongolie et y rétablir la paix après la guerre civile toluid. En 1266, Nomoghan, l'un des fils préférés de Kubilai, est envoyé en Mongolie pour garder le nord sous le contrôle des Yuan.
La paix qui s'établit après la fin de la guerre civile toluid est de courte durée, car dès 1268 éclate un conflit entre d'une part Qaïdu, le chef de la Maison Ögedei et Khan de facto du Khanat de Djaghataï et d'autre part Kubilai Khan. Pendant cette guerre entre Qaïdu et Kubilai, qui dure de 1268 à 1301, Qaïdu essaye de prendre le contrôle de la Mongolie. En fait, il occupe rapidement de grandes parties de la Mongolie, mais ses conquêtes sont de courte durée, car ces territoires sont récupérés plus tard par Bayan du Baarin, un commandant au service de la dynastie Yuan. Temür est ensuite nommé gouverneur de Karakorum et Bayan devient ministre. Mais cela ne suffit pas à établir une paix durable et les Mongolie continue d’être prise dans les remous des conflits et des révoltes visant Kubilai. En 1287, Le commandant et Prince mongol Nayan se rebelle contre la dynastie Yuan en Mandchourie et s'allie avec Qaïdu. Il essaye de contacter les princes mongols vivant en Mongolie, bien que la plupart d'entre eux refusent de le soutenir après avoir conclu un accord avec Kubilai Khan. Après tout, la cour impériale Yuan a besoin de l'allégeance de l'aristocratie mongole dans son ensemble, même lorsqu'elle est forcée de s'en prendre à un prince, ce qui vaut bien quelques arrangements. Après la mort du prince héritier Zhenjin en 1286, Kubilai décide de faire de Témür, le fils de Zhenjin, son successeur. C'est ainsi que, lorsque Kubilai Khan meurt en 1294, Témür, qui est alors en garnison en Mongolie, retourne a la capitale pour devenir le nouveau dirigeant de l'empire. Pendant son règne, Külüg, le futur troisième empereur Yuan, est envoyé en Mongolie pour prendre le commandement d'une armée qui doit défendre le front ouest dans le conflit du Yuan contre Qaïdu et les autres princes d'Asie centrale qui se sont alliés avec lui. En 1307, lorsque Temür Khan meurt, Külüg repart vers l'est, à Karakorum, d'où il observe l'évolution de la situation. Il finit par accéder au trône avec le soutien de sa mère et de son frère cadet, Ayurbarwada. Peu après l'intronisation de Külüg Khan, la Mongolie est rattachée au Secrétariat de la branche de Karakorum (和林等處行中書省) ou simplement à la province de Karakorum (和林行省); bien que certaines parties de la Mongolie intérieure soient toujours gouvernées par le Zhongshu Sheng. En 1312, son successeur Ayurbarwada lui donne le nom de Secrétariat de la branche de Lingbei (嶺北等處行中書省) ou simplement de province de Lingbei (嶺北行省, lit. "nord de la province des montagnes").
La transformation de la Mongolie en province diminue l'importance des princes dans la région des steppes, mais cela n'empêche pas Yesün Temür de s'emparer du trône en 1323, après la mort de Gegeen Khan, en tant que "candidat des steppes", ce en étroite collaboration avec les conspirateurs présent à la cour de son prédécesseur. La mort de Yesün Temür provoque une nouvelle une guerre de succession, connue sous le nom de guerre des deux capitales, qui voit s'affronter d'une part Tugh Temür et les troupes basées à Cambaluc et d'autre part Ragibagh Khan, le tout jeune fils de Yesün âgé de 7 ans, et les troupes basées à Shangdu. La province de Lingbei soutient les loyalistes de Shangdu et ses soldats combattent Tugh Temür, mais ils sont finalement écrasés par les forces de ce dernier. Après la fin de la guerre civile, Tugh Temür abdique en faveur de son frère aîné Kusala, qui s'est intronisé Khagan le 27 février 1329, au nord de Karakorum. Cependant, Kusala meurt soudainement, quatre jours après avoir partagé un banquet avec Tugh Temür, alors qu'il est en route pour Cambaluc. À la suite du décès de son frère, Tugh Temür est rétabli sur le trône le 8 septembre 1329.
Durant les années qui suivent, l'instabilité politique, les catastrophes naturelles et les mauvaises récoltes entraînent une multiplication des révoltes a travers toute la Chine. L'une d'entre elles, la révolte des Turbans rouges, devient tellement importante que son chef, Zhu Yuanzhang, fonde sa propre dynastie, la dynastie Ming, après avoir réussi à s'emparer de la capitale des Yuan en 1368. Togoontomor, le dernier empereur Yuan, s'enfuit au nord vers Shangdu, puis vers Yingchang, ou il meurt en 1370. Avant de décéder, il a le temps de fonder une nouvelle dynastie, les Yuan du Nord, dont il devient le premier Khan. Sous la direction d'Ayourchiridhara, le fils et successeur de Togoontomor, les Mongols se retirent dans la steppe mongole et commencent à combattre les Ming. La Mongolie devient alors le centre politique de la dynastie des Yuan du Nord, qui dure jusqu'au XVIIe siècle.

## Voir également
- Guerre civile toluid
- Mandchourie sous le contrôle de la dynastie Yuan
- Corée sous les Yuan
- Mongolie sous la tutelle des Qing
- Tibet sous le contrôle administratif de la dynastie Yuan
- Dynastie Yuan en Asie Centrale
- Histoire de la Mongolie